# Campeonato Mundial de Ciclismo en Pista de 1963
El LX Campeonato Mundial de Ciclismo en Pista se celebró en Rocourt (Bélgica) entre el 1 y el 7 de agosto de 1963 bajo la organización de la Unión Ciclista Internacional (UCI) y la Federación Belga de Ciclismo.
Las competiciones se realizaron en el Estadio Velódromo de Rocourt. En total se disputaron 9 pruebas, 7 masculinas (3 profesionales y 4 amateur) y 2 femeninas.

## Medallistas

### Masculino profesional
| Evento                 | Oro                      | Plata                     | Bronce                     |
| ---------------------- | ------------------------ | ------------------------- | -------------------------- |
| Velocidad individual   | Sante Gaiardoni · Italia | Antonio Maspes · Italia   | Joseph De Bakker · Bélgica |
| Persecución individual | Leandro Faggin · Italia  | Peter Post · Países Bajos | Henk Nijdam · Países Bajos |
| Medio fondo            | Leo Proost · Bélgica     | Paul Depaepe · Bélgica    | Robert Varnajo Francia     |

### Masculinoamateur
| Evento                  | Oro                                                                          | Plata                                                                       | Bronce                                                           |
| ----------------------- | ---------------------------------------------------------------------------- | --------------------------------------------------------------------------- | ---------------------------------------------------------------- |
| Velocidad individual    | Patrick Sercu · Bélgica                                                      | Sergio Bianchetto · Italia                                                  | Pierre Trentin Francia                                           |
| Persecución individual  | Jean Walschaerts · Bélgica                                                   | Stanislav Moskvin URSS                                                      | Hugh Porter Reino Unido                                          |
| Persecución por equipos | URSS Arnold Belgardt Serguei Tereshchenkov Stanislav Moskvin Leonid Kolumbet | RFA Lothar Claesges Klemens Großimlinghaus Karl-Heinz Henrichs Ernst Streng | Dinamarca Bent Hansen Preben Isaksson Leif Larsen Kurt vid Stein |
| Medio fondo             | Romain De Loof · Bélgica                                                     | Karl-Heinz Matthes RDA                                                      | Ueli Luginbühl · Suiza                                           |

### Femenino
| Evento                 | Oro                      | Plata                     | Bronce                 |
| ---------------------- | ------------------------ | ------------------------- | ---------------------- |
| Velocidad individual   | Galina Yermolayeva URSS  | Irina Kirichenko URSS     | Valentina Savina URSS  |
| Persecución individual | Beryl Burton Reino Unido | Yvonne Reynders · Bélgica | Liubov Riabchenko URSS |

## Medallero
| Núm. | País           | Oro | Plata | Bronce | Total |
| ---- | -------------- | --- | ----- | ------ | ----- |
| 1    | Bélgica        | 4   | 2     | 1      | 7     |
| 2    | URSS           | 2   | 2     | 2      | 6     |
| 3    | Italia         | 2   | 2     | 0      | 4     |
| 4    | Reino Unido    | 1   | 0     | 1      | 2     |
| 5    | Países Bajos   | 0   | 1     | 1      | 2     |
| 6    | RDA            | 0   | 1     | 0      | 1     |
| 6    | RFA            | 0   | 1     | 0      | 1     |
| 8    | Francia        | 0   | 0     | 2      | 2     |
| 9    | Dinamarca      | 0   | 0     | 1      | 1     |
| 9    | Estados Unidos | 0   | 0     | 1      | 1     |
|      | TOTAL          | 9   | 9     | 9      | 27    |